# Andrew Davies (Drehbuchautor)

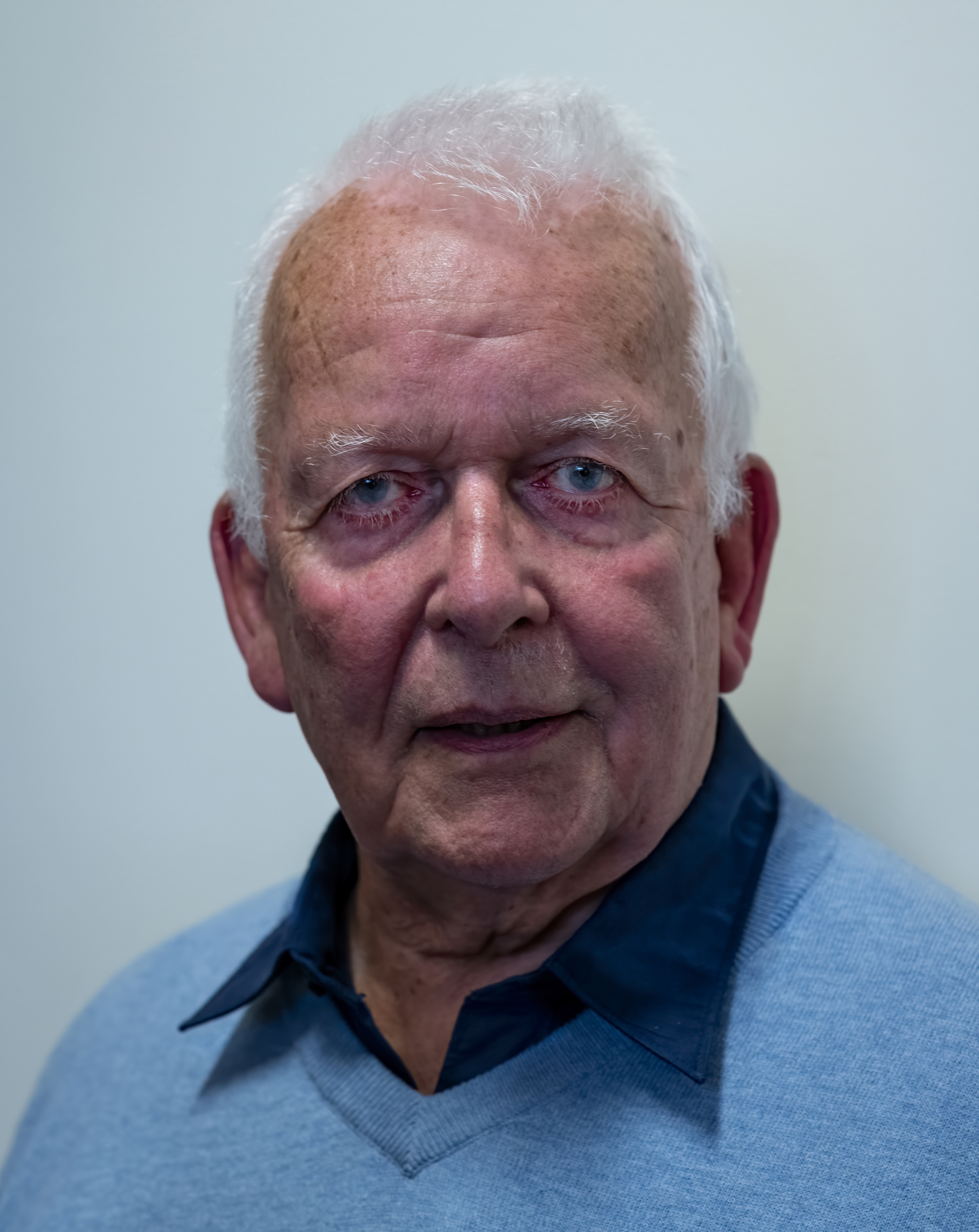
Andrew Davies, 2019

Andrew Wynford Davies (* 20. September 1936 in Cardiff, Wales) ist ein britischer Autor von Kinder- und Jugendbüchern sowie Drehbuchautor, der vor allem für seine Adaptionen englischer Literatur für das britische Fernsehen bekannt ist.

## Leben
Andrew Davies wurde 1936 in Cardiff geboren, wo er die Whitchurch Grammar School besuchte. Nach seinem Abschluss in Englisch am University College London im Jahr 1957 wurde er wie seine Eltern Lehrer und unterrichtete von 1958 bis 1961 an verschiedenen Londoner Schulen. Danach lehrte er am Coventry College of Education und an der University of Warwick in Coventry. 1960 schrieb er bereits erste Hörspiele für das Radio, ehe er sich dem Fernsehen zuwandte sowie Bühnenstücke, Kinderbücher und Romane schrieb. Seine Lehrtätigkeit gab er jedoch erst 1986 auf, um sich voll und ganz dem Schreiben zu widmen.
Seit Mitte der 1990er Jahre gilt er in Großbritannien als Meister der Adaption englischer Literatur für Film und Fernsehen. Sein Drehbuch für die BBC-Miniserie Stolz und Vorurteil (1995) mit Jennifer Ehle und Colin Firth basierend auf Jane Austens gleichnamigem Roman von 1813 erhielt viel Kritikerlob und war Grundlage dafür, dass sich diese Verfilmung sowohl in Großbritannien als auch in den Vereinigten Staaten zum Straßenfeger entwickelte. Daraufhin schrieb er die Drehbücher für Fernsehadaptionen von Jane Austens Emma (1996) mit Kate Beckinsale, Shakespeares Othello (2001), für Doktor Schiwago (2002) mit Keira Knightley und für die BBC-Verfilmung von Austens Verstand und Gefühl unter dem Titel Sinn und Sinnlichkeit (2008).
Zu seinen Arbeiten für die Kinoleinwand gehören Circle of Friends – Im Kreis der Freunde (1995) mit Minnie Driver, Der Schneider von Panama (2001) mit Pierce Brosnan sowie die Komödien Bridget Jones – Schokolade zum Frühstück (2001) und Bridget Jones – Am Rande des Wahnsinns (2004) mit Renée Zellweger in der Titelrolle. 2011 verfasste er das Drehbuch der Literaturverfilmung Die drei Musketiere.
Für sein Kinderbuch Conrads Krieg wurde er 1979 mit dem Guardian Award in der Kategorie Children’s Fiction geehrt. Im Laufe seiner Karriere erhielt er zahlreiche weitere Auszeichnungen, darunter zwei Emmys, vier BAFTA TV Awards, drei Awards der Writers’ Guild of Great Britain (u. a. für Stolz und Vorurteil) sowie ein Evening Standard British Film Award für Bridget Jones – Schokolade zum Frühstück.
Seit 1960 ist er mit der ehemaligen Lehrerin Diana Lennox Huntley verheiratet, mit der er einen Sohn und eine Tochter hat.

## Werke (Auswahl)

### Romane
- The Fantastic Feats of Doctor Boox, 1972 – dt.: Machen wir, sagte Doktor Gluuk
- Conrad’s War, 1978 – dt.: Conrads Krieg
- Marmalade and Rufus, 1980
- Alfonso Bonzo, 1986
- Getting Hurt, 1989 – dt.: Typen wie ich
- Poonam’s Pets, 1990 (zusammen mit seiner Frau Diana Davies)
- B. Monkey, 1992 – dt.: Mein Name ist B. Monkey

### Bühnenstücke
- Can Anyone Smell the Gas?, 1972
- The Shortsighted Bear, 1972
- Filthy Fryer and the Woman of Mature Years, 1974
- Linda Polan: Can You Smell the Gas?, What Are Little Girls Made Of?, 1975
- Rohan and Julia, 1975
- Randy Robinson’s Unsuitable Relationship, 1976
- Teacher’s Gone Mad, 1977
- Going Bust, 1977
- Fearless Frank, 1978
- Brainstorming with the Boys, 1978
- Battery, 1979
- Diary of a Desperate Woman, 1979
- Rose, 1980
- Prin, 1990

### Hörspiele
- 1964: The Hospitalization of Samuel Pellett
- 1967: Getting the Smell of It
- 1967: A Day in Bed
- 1970: Curse on Them, Astonish Me!
- 1971: Steph and the Man of Some Distinction
- 1971: The Innocent Eye
- 1972: The Shortsighted Bear
- 1972: Steph and the Simple Life
- 1976: Steph and the Zero Structure Lifestyle
- 1980: Accentuate the Positive
- 1984: Campus Blues

### Drehbücher
- 1968–1970: Little Big Time (TV-Serie, 26 Folgen)
- 1971–1972: Time of Your Life (TV-Serie, 20 Folgen)
- 1979: The Legend of King Arthur (TV-Miniserie)
- 1980–1981: To Serve Them All My Days (TV-Miniserie)
- 1982–1983: Educating Marmalade (TV-Serie, zehn Folgen)
- 1983: Heartattack Hotel (TV-Film)
- 1984: Diana (TV-Miniserie)
- 1984: Danger: Marmalade at Work (TV-Serie, zehn Folgen)
- 1986–1988: A Very Peculiar Practice (TV-Serie, 14 Folgen)
- 1988: Consuming Passions
- 1989: Mother Love (TV-Miniserie)
- 1990: Ein Kartenhaus (House of Cards) (TV-Miniserie)
- 1992: Anglo Saxon Attitudes (TV-Miniserie)
- 1993: Ein Käfig voller Pfauen (Harnessing Peacocks) (TV-Film)
- 1993: Um Kopf und Krone (To Play the King) (TV-Miniserie)
- 1994: Middlemarch (TV-Miniserie)
- 1995: Circle of Friends – Im Kreis der Freunde (Circle of Friends)
- 1995: Stolz und Vorurteil (Pride and Prejudice) (TV-Miniserie)
- 1995: House of Cards – Das letzte Kapitel (The Final Cut) (TV-Miniserie)
- 1995–1996: Game-On (TV-Serie, zwölf Folgen)
- 1996: Die skandalösen Abenteuer der Moll Flanders (The Fortunes and Misfortunes of Moll Flanders) (TV-Film)
- 1996: Emma (TV-Film)
- 1998: A Rather English Marriage (TV-Film)
- 1998: Vanity Fair – Jahrmarkt der Eitelkeiten (Vanity Fair) (TV-Miniserie)
- 1999: Wives and Daughters (TV-Miniserie)
- 2001: Der Schneider von Panama (The Tailor of Panama)
- 2001: Bridget Jones – Schokolade zum Frühstück (Bridget Jones’s Diary)
- 2001: The Way We Live Now (TV-Miniserie)
- 2001: Othello (TV-Film)
- 2002: Tipping the Velvet (TV-Miniserie)
- 2002: Doktor Schiwago (Doctor Zhivago) (TV-Film)
- 2003: Die Tochter des Spartacus (Boudica)
- 2004: Bridget Jones – Am Rande des Wahnsinns (Bridget Jones: The Edge of Reason)
- 2005: Bleak House (TV-Serie, 15 Folgen)
- 2006: Die Schönheitslinie (The Line of Beauty) (TV-Miniserie)
- 2007: Jane Austen’s Northanger Abbey (Northanger Abbey) (TV-Film)
- 2007: Fanny Hill (TV-Zweiteiler)
- 2008: Sinn und Sinnlichkeit (Sense & Sensibility) (TV-Mehrteiler)
- 2008: Wiedersehen mit Brideshead (Brideshead Revisited)
- 2008: Klein Dorrit (Little Dorrit) (TV-Serie, 14 Folgen)
- 2009: Sleep with Me (TV-Film)
- 2011: Die drei Musketiere (The Three Musketeers)
- 2013: Mr Selfridge (TV-Serie)
- 2014: Der Pathologe – Mörderisches Dublin (Quirke) (TV-Miniserie)
- 2017: Krieg und Frieden (War & Peace) (TV-Miniserie)
- 2018–2019: Les Misérables (TV-Miniserie)
- 2019: Sanditon (TV-Miniserie)
- 2020: A Suitable Boy (TV-Serie, vier Folgen)

## Auszeichnungen
BAFTA TV Award
- 1990: Nominierung in der Kategorie Beste Dramaserie/Serial (zusammen mit Ken Riddington und Simon Langton) für Mother Love
- 1991: Nominierung in der Kategorie Beste Dramaserie/Serial (zusammen mit Ken Riddington und Paul Seed) für Ein Kartenhaus
- 1993: Bestes Drama Serial (zusammen mit Andrew Brown und Diarmuid Lawrence) für Anglo Saxon Attitudes
- 1994: Nominierung in der Kategorie Bestes Kinderprogramm (zusammen mit Angela Beeching, John Smith und Steve Attridge) für The Boot Street Band
- 1995: Nominierung in der Kategorie Bestes Drama Serial (zusammen mit Louis Marks und Anthony Page) für Middlemarch
- 1996: Nominierung in der Kategorie Bestes Drama Serial (zusammen mit Sue Birtwistle und Simon Langton) für Stolz und Vorurteil
- 1997: Nominierung in der Kategorie Beste Comedy – Programm oder Serie (zusammen mit Geoffrey Perkins, Sioned Wiliam, John Stroud und Bernadette Davis) für Game-On
- 1999: Nominierung in der Kategorie Bestes Drama Serial (zusammen mit Gillian McNeill und Marc Munden) für Vanity Fair – Jahrmarkt der Eitelkeiten
- 1999: Bestes Drama (zusammen mit Joanna Willett und Paul Seed) für A Rather English Marriage
- 2000: Nominierung in der Kategorie Bestes Drama Serial (zusammen mit Sue Birtwistle und Nicholas Renton) für Wives and Daughters
- 2002: Nominierung in der Kategorie Bestes Drama (zusammen mit Anne Pivcevic, Julie Gardner und Geoffrey Sax) für Othello
- 2002: Nominierung in der Kategorie Bestes adaptiertes Drehbuch (zusammen mit Helen Fielding und Richard Curtis) für Bridget Jones – Schokolade zum Frühstück
- 2002: Bestes Drama Serial (zusammen mit Nigel Stafford-Clark und David Yates) für The Way We Live Now
- 2003: Nominierung in der Kategorie Bestes Drama Serial (zusammen mit Anne Pivcevic und Giacomo Campiotti) für Doktor Schiwago
- 2006: Nominierung in der Kategorie Bester Drehbuchautor für Bleak House
- 2006: Bestes Drama Serial (zusammen mit Nigel Stafford-Clark, Justin Chadwick und Susanna White) für Bleak House

Broadcasting Press Guild Award
- 1997: Bestes Drama (zusammen mit Joanna Willett und Paul Seed) für A Rather English Marriage
- 2002: Beste Dramaserie/Serial (zusammen mit Nigel Stafford-Clark und David Yates) für The Way We Live Now
- 2006: Nominierung in der Kategorie Bester Drehbuchautor für Bleak House
- 2006: Beste Drama Serie/Serial (zusammen mit Nigel Stafford-Clark, Justin Chadwick und Susanna White) für Bleak House
- 2007: Nominierung in der Kategorie Beste Dramaserie (zusammen mit Saul Dibb und Kate Lewis) für Die Schönheitslinie
- 2009: Nominierung in der Kategorie Beste Dramaserie (zusammen mit Anne Pivcevic, Rebecca Eaton und Lisa Osborne) für Klein Dorrit
- 2009: Nominierung in der Kategorie Bester Drehbuchautor für Klein Dorrit und Sinn und Sinnlichkeit
- 2014: Harvey Lee Award

Emmy
- 1991: Bestes Drehbuch für eine Miniserie, einen Fernsehfilm oder ein Special für Ein Kartenhaus
- 1996: Nominierung in der Kategorie Bestes Drehbuch für eine Miniserie, einen Fernsehfilm oder ein Special für Stolz und Vorurteil
- 2006: Nominierung in der Kategorie Bestes Drehbuch für eine Miniserie, einen Fernsehfilm oder ein Special für Bleak House
- 2009: Bestes Drehbuch für eine Miniserie, einen Fernsehfilm oder ein Special für Klein Dorrit
- 2013: Nominierung in der Kategorie Beste Dramaserie für House of Cards

Writers’ Guild of Great Britain Award
- 1992: Nominierung in der Kategorie Bestes Drama Serial für Ein Kartenhaus
- 1992: Bestes dramatisiertes Serial für Anglo Saxon Attitudes
- 1994: Bestes dramatisiertes Serial für Middlemarch
- 1996: Bestes dramatisiertes Serial für Stolz und Vorurteil
- 2009: Nominierung in der Kategorie Beste Dramaserie für Klein Dorrit

Weitere
- 1979: Guardian Award für Conrads Krieg
- 1980: Boston Globe-Horn Book Award
- 1981: Pye Colour TV Award
- 1991: Nominierung für den Royal Television Society Award in der Kategorie Bestes Drama Serial (zusammen mit Paul Seed und Ken Riddington) für Ein Kartenhaus
- 1996: Peabody Award (zusammen mit Paul Seed und Ken Riddington) für Ein Kartenhaus, Um Kopf und Krone und House of Cards – Das letzte Kapitel
- 1999: Peabody Award (zusammen mit Paul Seed und Jo Willett) für A Rather English Marriage
- 1999: FIPA D’Or beim Biarritz International Festival of Audiovisual Programming in der Kategorie Bestes Drehbuch für eine Serie/Serial für Vanity Fair – Jahrmarkt der Eitelkeiten
- 1999: Nominierung für den Royal Television Society Award in der Kategorie Bestes Drama (zusammen mit Paul Seed und Jo Willett) für A Rather English Marriage
- 2002: Evening Standard British Film Award in der Kategorie Bestes Drehbuch (zusammen mit Helen Fielding und Richard Curtis) für Bridget Jones – Schokolade zum Frühstück
- 2002: London Critics’ Circle Film Award in der Kategorie Bestes britisches Drehbuch (zusammen mit Helen Fielding und Richard Curtis) für Bridget Jones – Schokolade zum Frühstück
- 2002: Nominierung für den Writers Guild of America Award (zusammen mit Helen Fielding und Richard Curtis) für Bridget Jones – Schokolade zum Frühstück
- 2002: Nominierung für den USC Scripter Award (zusammen mit Helen Fielding und Richard Curtis) für Bridget Jones – Schokolade zum Frühstück
- 2002: Nominierung für den Royal Television Society Award in der Kategorie Bester Drehbuchautor für The Way We Live Now
- 2006: Royal Television Society Award in der Kategorie Bester Drehbuchautor – Drama für Bleak House
- 2006: Nominierung für den TV Quick Award (zusammen mit Nigel Stafford-Clark) für Bleak House
- 2006: Banff Rockie Award beim Banff World Media Festival in der Kategorie Beste Miniserie (zusammen mit Justin Chadwick, Nigel Stafford-Clark und Susanna White) für Bleak House
- 2009: Nominierung für den Television and Radio Industries Club Award (zusammen mit Lisa Osborne, Anne Pivcevic und Rebecca Eaton) für Klein Dorrit